# Латентан
Латентан је процес, који је тренутно скривен, дат само у потенцијалном виду, али ће се касније, евентуално, развити и манифестовати. Конфликт може бити латентан (нпр. стање нетрпељивости пред избијање грађанског рата) или одређене психосексуалне карактеристике могу бити потиснуте (нпр. латентна хомосексуалност).